# Lernen durch Lehren
Pour les articles homonymes, voir LDL.

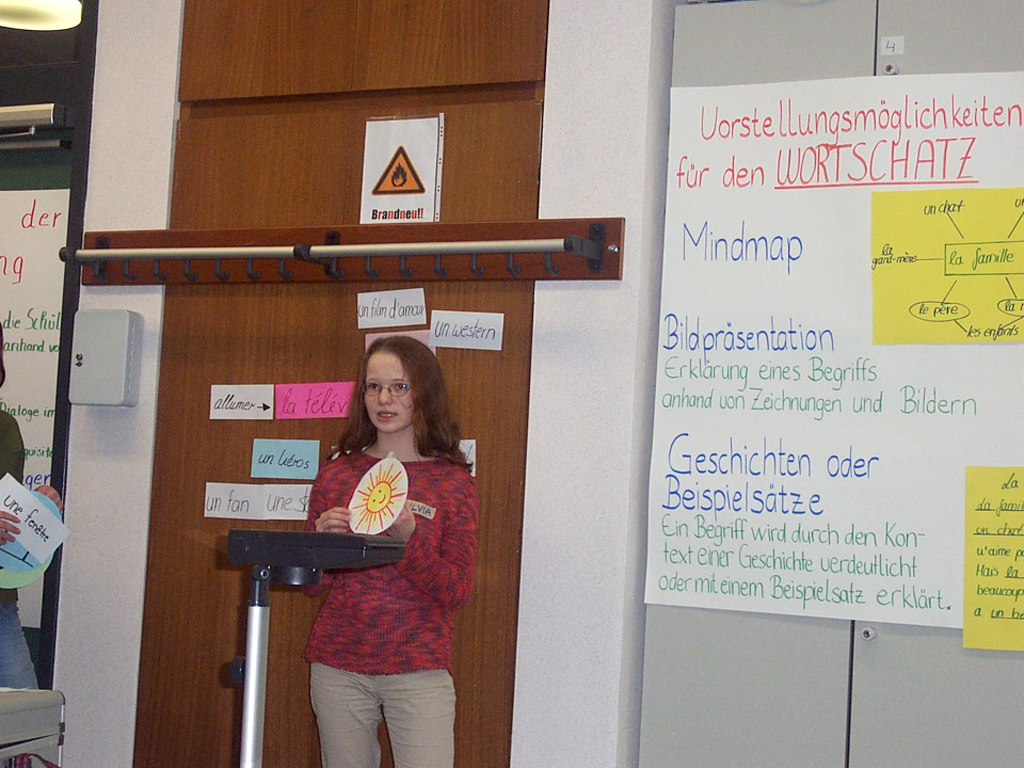
Élève enseignant le vocabulaire à ses camarades.

Lernen durch Lehren (LdL) (en français : Apprendre en enseignant ou Enseigner pour apprendre, en anglais : Learning by teaching) est une technique d'enseignement mutuel pratiquée en Allemagne depuis les années 1980. Cette méthode a été fondée et répandue en Allemagne par Jean-Pol Martin, professeur de didactique du français langue étrangère à l'Université d'Eichstätt-Ingolstadt (Bavière),,.

## Histoire
À la fin du XVIIIe siècle, Andrew Bell observe à Madras que le manque de professeurs conduit à faire enseigner aux élèves les plus jeunes par les plus âgés. Rentré en Angleterre, Bell publie un livre dont les idées sont aussitôt reprises par Joseph Lancaster, qui fonde des écoles fonctionnant d'après ce système, les Bell-Lancaster Schools. En Suisse, le franciscain Grégoire Girard instaure des « cours gradués » basés sur le monitorat systématique en petits groupes. À partir de 1815 apparaissent en France des écoles de ce type, rebaptisées écoles mutuelles, qui, après la révolution de 1830, verront leur effectif monter jusqu'à 2 000 écoles. Il s'agissait toutefois de concepts très traditionnels (imiter et mémoriser) destinés uniquement à pallier le manque d'enseignants. À partir du début du XXe siècle, ces techniques sont utilisées pour des motifs pédagogiques pour arracher les élèves à leur passivité (pédagogie active). On note sur ce sujet les publications de Gartner (1971) pour les États-Unis, et de Krüger (1974) pour l'Allemagne.
Cette méthode se répandit en Allemagne sous le nom de Lernen durch Lehren à partir de 1980, lorsque Jean-Pol Martin établit une base théorique moderne (neurosciences) et développa un réseau de plus de mille collègues qui utilisent la méthode dans toutes les matières . Ces enseignants documentent leurs résultats et les présentent dans de nombreux stages de formation. Aujourd'hui, cette méthode est traitée dans tous les programmes d'enseignement des centres de formation pédagogique et recommandée par les ministères de l'éducation des Länder.

## La méthode LdL
Concepts de base: Central pour l’ensemble de la théorie de Martin, tant pour LdL que pour les Nouveaux Droits de l’Homme, sont les notions suivantes qui agissent en interaction  : pensée (traitement de l’information et conceptualisation) – contrôle – antinomies – pensée dialectique – comportement exploratoire – carte cognitive – effet de flow] – top-down/bottom-up – forces centripètes/centrifuges – comportement des neurones – linéarité/non-linéarité – homéostasie – intégration/différenciation – centralisation/décentralisation – autoréférentialité – cohérence.

Le principe est le suivant: dans le cadre de Lernen durch Lehren (LdL), les élèves s'enseignent mutuellement tous les contenus des manuels dès le début de l'apprentissage. La méthode LdL ne doit en aucun cas être confondue avec un exposé. En effet, les élèves concernés doivent non seulement introduire les nouveaux contenus, mais ils doivent également :
- utiliser une didactique adéquate pour chaque sujet (travail en tandem ou en groupe, interpretation de documents),
- tester si le savoir a été assimilé par leurs camarades,
- relancer la motivation si celle-ci tend à s'affaiblir.

Faut-il donner des notes ? Si Martin, promoteur de la méthode, se prononce contre la notation des performances des élèves, ce point reste controversé parmi ses collègues.

### Arrière-plan théorique
LdL comporte deux volets :
- une composante anthropologique ;
- une composante purement didactique (théorie de l'apprentissage).

#### La composante anthropologique
Elle s'appuie largement sur la pyramide des besoins fondamentaux selon Abraham Maslow. La tâche d'enseigner aux autres élèves les contenus des manuels peut favoriser la satisfaction du besoin de sécurité (présenter des contenus renforce la confiance en soi), la satisfaction de besoins de contacts sociaux et de reconnaissance sociale, la satisfaction du besoin de réaliser ses potentialités et enfin d'un besoin de « transcendance » compris comme besoin de donner un sens à ses actions. Ce dernier besoin doit être considéré dans la logique suivante : pour aborder avec succès les problèmes qui se présentent à l'humanité il est urgent de mobiliser toutes les ressources intellectuelles dont celle-ci dispose — ce qui constitue la base de la méthode LdL.

#### La composante didactique
En ce qui concerne la composante didactique (du moins pour l'apprentissage des langues étrangères), LdL propose une solution au sujet de la contradiction apparente entre les trois approches différentes qui se sont opposées au cours de l'histoire de l'enseignement des langues : l'approche behavioriste (automatisation des structures linguistiques), l'approche cognitiviste (internalisation des contenus intellectuels) et l'approche communicative (l'apprenant réalise des intentions de parole authentiques).

### Réalisation concrète de la méthode LdL
Les nouveaux contenus de la leçon sont répartis en petites unités sur plusieurs groupes d'élèves (pas plus de trois élèves par groupe). Chaque groupe se familiarise avec son contenu avec pour mission, après la phase de préparation, de faire passer ce savoir à toute la classe. Il faut bien insister sur le fait que les élèves doivent impérativement réfléchir à une stratégie efficace et motivante pour faire passer ces contenus —  pantomime, rébus, quiz, jeu de rôle (en aucun cas un exposé ou un cours magistral) et vérifier si tous les élèves les ont acquis (petit test, restitution des contenus par un élève).

#### Les différentes phases: utilisation desressources humaines- la classe en tant queréseau de neurones
Jean-Pol Martin a tenté d'appliquer le modèle du cerveau - en particulier le fonctionnement des réseaux de neurones - à la structure du cours. Le tableau suivant décrit les phases du cours lorsqu'on prend pour modèle la structure du cerveau, ainsi que les différences par rapport aux méthodes actuellement utilisées dans le système scolaire et universitaire : 
| Phase | Tâches des élèves | Tâches du professeur | Différences par rapport aux autres méthodes |
| Préparation du cours/travail à la maison                                                                                              | Tous les élèves se préparent de façon intense à la maison car la qualité du discours en classe (réflexion collective, « émergence ») dépend de la préparation des élèves (« neurones »). Qui ne s'est pas préparé ou est souvent absent n'est pas en mesure de réagir aux impulsions des autres « neurones » et encore moins de livrer lui-même des impulsions intéressantes | Le professeur (« cortex ») doit maîtriser parfaitement les contenus de façon à être apte à intervenir à tout moment pour compléter les courts exposés ou donner des nouvelles impulsions pour élever la qualité du discours en classe | Dans le cadre de LdL le temps en cours n'est pas tant utilisé pour la transmission des nouveaux contenus que pour les interactions entre les élèves (réflexion collective). Les devoirs à la maison servent à la préparation de ces interactions.                                     |
| Comportement pendant tout le cours | Les élèves sont assis en cercle. Chaque élève écoute avec attention ce que disent ses camarades et pose des questions s'il ne comprend pas certaines explications | Le professeur veille à un silence total dans la classe de façon que chacun puisse comprendre les élèves qui parlent, il veille également à ce que ceux-ci puissent s'exprimer sans être interrompus ou gênés. Le professeur doit être constamment conscient du fait que toute une série d'interactions sont nécessaires entre les élèves (« incubation ») avant que des idées complexes émergent dans le groupe. Le professeur doit être patient et éviter de gêner en interrompant ou essayant d'accélérer ces interactions qui ne constituent pas une perte de temps mais bien au contraire une préparation à des performances de plus haut niveau | Il doit régner un calme absolu afin que les interventions des élèves soient comprises par tout le monde. Pendant que les élèves interagissent, le professeur intervient uniquement pour faire préciser certains points lorsque le message n'est pas clair.                            |
| Introduction au sujet : rassembler les informations déjà existantes en binôme : exemple « Dom Juan de Molière »                       | Les élèves qui dirigent le cours présentent rapidement leur sujet et demandent à leurs camarades de rassembler en binôme les informations dont ils disposent déjà sur le sujet traité (par exemple leurs connaissances sur Don Giovanni de Mozart) | Le professeur veille à ce que les élèves rassemblent vraiment leurs informations en binôme | Avant d'introduire les nouveaux contenus il est indispensable de faire un bilan du savoir préexistant des élèves. |
| 1re phase d'approfondissement : rassembler les savoirs existants en plénière                                                          | Les élèves qui dirigent le cours posent des questions auxquelles les élèves de la classe (assis en cercle) essaient de répondre en interagissant (comme des neurones) aussi longtemps qu'il est nécessaire pour mobiliser tout le savoir déjà existant : de ces interactions « émergent » des idées et des solutions aux problèmes posés                                     | Veille à ce que chaque élève ait la possibilité de poser des questions et de livrer son savoir sans être pressé ou dérangé, il insiste si un contenu n'est pas clair et doit encore être thématisé par la classe jusqu'à ce que la réponse (« émergence ») ait enfin atteint la qualité nécessaire | Les savoirs préexistants des individus sont communiqués aux autres, de sorte qu'il se crée une base commune de savoir dans la classe avant que les nouveaux contenus soient introduits.                                                                                               |
| Introduction des nouveaux contenus en plénière (exemple : « le comique de Molière dans Don Juan »)                                    | Ils introduisent de nouveaux savoirs dans la classe par petites portions (par exemple en faisant analyser certaines scènes comiques de Don Juan) et en vérifiant constamment si les idées qu'ils introduisent sont bien assimilées par tous leurs camarades | Observe la communication et intervient s'il a l'impression que certains contenus ne sont pas assimilés par la classe - il insiste constamment pour faire expliquer certains aspects qui lui semblent encore vagues | Les contenus sont introduits par petites tranches de façon que chaque nouvelle information soit bien assimilée par l'ensemble de la classe. |
| Deuxième phase d'approfondissement (exemple : jeu de certaines scènes de Don Juan)                                                    | Sous la direction des élèves responsables du cours certains passages pertinents sont joués en binôme pour bien en saisir le contenu (par exemple la scène où Don Juan séduit deux paysannes) | Suggère de nouvelles idées, veille à ce que les représentations des scènes soient satisfaisantes pour les élèves concernés | Le professeur agit comme metteur en scène et n'hésite pas à intervenir si les contenus présentés ne sont pas compris par les élèves de la classe. Il s'instaure une atmosphère d'atelier.                                                                                             |
| Troisième phase d'approfondissement : analyse de texte comme devoir à la maison, par exemple la scène où Don Juan s'oppose à son père | Travail en profondeur à la maison | Correction détaillée et soignée des devoirs par écrit | Au début de l'apprentissage, les présentations des élèves sont préparées pendant les heures de cours. Plus le niveau s'élève, plus la préparation doit se faire à la maison, car les heures de cours sont utilisées pour la communication et les interactions (réflexion collective). |

#### Utilisation concrète par l'ensemble des professeurs
La plupart des professeurs utilisateurs de cette méthode ne l'appliquent pas dans toutes leurs classes ou de façon continue, celle-ci exigeant de la part des élèves une grand capacité à se concentrer et de la part des professeurs plus de travail qu'un cours traditionnel.
Voici les avantages et inconvénients relevés par les utilisateurs:
Avantages :
- Les élèves travaillent de façon plus intensive et assimilent les contenus plus en profondeur ;
- Au-delà de l'assimilation des contenus, les élèves acquièrent des compétences-clés telles que :
  - l'aptitude à travailler en groupe ;
  - la capacité de planifier un travail de longue haleine ;
  - la fiabilité ;
  - la capacité de présenter un contenu et d'assumer la modération ;
  - la confiance en soi.

Inconvénients :
- L'introduction de la méthode prend un certain temps ;
- Les élèves et les professeurs doivent accepter de travailler davantage.

### Les différents champs d'application
La méthode LdL est appliquée dans tous les types d'enseignement, du primaire au niveau universitaire et dans toutes les matières. Dans les curricula officiels et les notices pédagogiques elle est conseillée en tant que méthode active, incitant la prise en charge de l'apprentissage par l'élève lui-même. LdL est appliquée comme méthode de formation continue dans des institutions aussi différentes que le Bundesgrenzschutz (service des douanes allemand) et dans la formation des bibliothécaires. Enfin elle est particulièrement recommandée dans les établissements spécialisés dans l'enseignement des élèves à haut quotient intellectuel (Hochbegabte).
Enfin cette méthode d'enseignement est appliquée dans différentes cultures, notamment — en dehors de l'Europe — au Japon. Du point de vue théorique, diverses disciplines se penchent sur cette approche, en particulier la recherche sur le fonctionnement du cerveau au cours de l'apprentissage.
- Université : en mettant LdL en pratique, les étudiants ont la possibilité de construire eux-mêmes un savoir. La recherche et l'enseignement peuvent être intégrés de façon dialectique. Face aux exigences du monde du travail, il paraît judicieux de faire présenter par un petit groupe d'étudiants tout d'abord les lignes essentielles d'un sujet. Ensuite, les étudiants élargissent leur savoir en recherchant les détails qui les intéressent en collaboration. LdL peut être utilisé dans toutes les disciplines et avec tous les types d'étudiants. Les groupes de 15 à 35 participants sont particulièrement efficaces.

- Collège et Lycée : à son origine; LdL a été développé dans le cadre de l'enseignement du français langue étrangère dans les collèges et lycées allemands et la plupart des expériences ont été faites dans ce type d'établissements. En Allemagne, la partie pédagogique-didactique de la formation des enseignants des lycées est moins élaborée, comparée à la formation des enseignants du primaire ou des collèges. C'est pourquoi, dans ce domaine, l'intérêt pour des méthodes nouvelles était particulièrement développé. LdL est cognitivement plus exigeant que les autres méthodes actives.

## Réception et impact de LdL
Parmi les enseignants et dans la formation des professeurs, l'œuvre de Martin est largement connue et son enseignement transmis : Depuis 1985, plus de 200 mémoires ont été réalisés sur LdL par des enseignants stagiaires dans toutes les matières. Ceci concerne aussi les instituts de formation et les instances ministérielles, aussi bien pour ce qui est de la pratique que de la théorie de LdL (voir Margret Ruep 1999). Cette méthode est présentée dans les ouvrages de référence (dans « Didactique du français langue étrangère » paru en 2006, LdL est décrit comme une « méthode où le concept d'activation de l'élève est porté à sa forme la plus radicale »). Un indice de sa diffusion est sa présence dans les textes publiés par l'UNESCO .

### LdL en France: depuis 2015
Jean-Pierre Decroix, formateur à l'école de la deuxième chance a découvert les travaux de Martin en 2015 et en a fait l'objet de sa thèse . Sur la base de ses autres publications  ses travaux connaissent une large réception et LdL est actuellement intégré sur tout le territoire dans les écoles de la deuxième chance sous le nom "EP3A" : "Le dispositif EP3A: Il est composé de 3 étapes, et permet à ses usagers, d'apprendre une notion dans le but de l'enseigner à d'autres, et de réfléchir aux compétences mises en œuvre durant cet apprentissage."

### Nouveaux droits de l'homme
Depuis son départ à la retraite, Martin reformule et répand de "Nouveaux droits de l'homme"  en s'appuyant sur les besoins fondamentaux (Maslow élargi), qui sont au nombre de 6: 1.Droit de penser 2.Droit à la santé 3.Droit à la sécurité. 4.Droit à l'appartenance sociale 5.Droit à la réalisation de nos potentialité et à la participation 6.Droit au sens.

### École mutuelle
Vincent Faillet, en s'appuyant sur les travaux faits dans le cadre de l'École mutuelle et en suivant sa propre voie, a développé sa méthode depuis 2015 et publié en 2017 le premier ouvrage pour grand public paru en France sur ce sujet 

### Apprendre en enseignant à des robots
"Starting in the eighties, Martin, professor in languages didactics, used the approach of "Lernen durch Lehren" to develop the teaching of the French language to German students. This educational method will then widely spread in France then, during recent years, in educational robotics."  
L’approche du learning by teaching est de plus en plus utilisé par les psychologues qui travaillent dans le domaine des interactions enfant robot. Ce paradigme est intéressant à plusieurs titres. Il permet de fournir une nouvelle méthode qui permet d’étudier les grandes catégories noétiques de la pensée (nombre, espace, causalité et temps), l’acquisition de la notion de conservation (liquide, matière, poids volume), l’inclusion de classe, mais également la compréhension des états mentaux (Théorie de l’esprit). En effet, lors des interactions humaines, les inférences pragmatiques sont constantes et automatiques. Les difficultés de l'enfant pour comprendre les notions étudiées sont-elles liées à la notion même ou résultent-elles des inférences pragmatiques ? Il est impossible de trancher cette question. En revanche, si l’on place l’enfant dans une interaction du type learning by teaching, la situation est plus  simple. Un enfant qui interagit comme enseignant et qui s’adresse à un élève robot, ne produira pas d’inférence pragmatique. L’enfant ainsi révèlera véritablement son niveau de compétence. Les résultats expérimentales  des études montrent que l’inclusion de classe ou les tâches de théorie de l’esprit de 1er ordre sont maîtrisées beaucoup plus tôt que lorsque l’enfant se trouve dans une interaction humain-humain.